# 29 شعبان
- السبت
- الأحد
- الاثنين
- الثلاثاء
- الأربعاء
- الخميس
- الجمعة

- 2525 يناير 2025
- 2626 يناير 2025
- 2727 يناير 2025
- 2828 يناير 2025
- 2929 يناير 2025
- 3030 يناير 2025
- 131 يناير 2025
- 21 فبراير 2025
- 32 فبراير 2025
- 43 فبراير 2025
- 54 فبراير 2025
- 65 فبراير 2025
- 76 فبراير 2025
- 87 فبراير 2025
- 98 فبراير 2025
- 109 فبراير 2025
- 1110 فبراير 2025
- 1211 فبراير 2025
- 1312 فبراير 2025
- 1413 فبراير 2025
- 1514 فبراير 2025
- 1615 فبراير 2025
- 1716 فبراير 2025
- 1817 فبراير 2025
- 1918 فبراير 2025
- 2019 فبراير 2025
- 2120 فبراير 2025
- 2221 فبراير 2025
- 2322 فبراير 2025
- 2423 فبراير 2025
- 2524 فبراير 2025
- 2625 فبراير 2025
- 2726 فبراير 2025
- 2827 فبراير 2025
- 2928 فبراير 2025

29 شعبان أو 29 شعبان المُعَظّم أو يوم 29 \ 8 (اليوم التاسع والعشرون من الشهر الثامن) هو اليوم السادس والثلاثون بعد المائتين (236) من أيَّام السنة (أو السابع والثلاثون بعد المائتين لو كان شهر جمادى الآخرة مُتممًا لليوم الثلاثين أو الثامن والثلاثون بعد المائتين لو أتم كلاً من صفر وربيع الآخر وجمادى الآخرة ثلاثين يوماً) وفق التقويم الهجري القمري (العربي). يبقى بعده 118 أو 119 يومًا لانتهاء السنة.

## أحداث
- 8 هـ - الرسول محمد يتزوج أم المؤمنين حفصة بنت عمر بن الخطاب، وكانت قبل الرسول زوجة خنيس بن حذافة السهمي، وهاجرت معه إلى المدينة فتوفي عنها بعد بدر، فتزوجها الرسول.
- 1317 هـ - صدور صحيفة اللواء عن الحزب الوطني الذي كان يرأسه الزعيم الوطني المصري مصطفى كامل، وقد خاضت الصحيفة حربًا شعواء ضد الاستعمار البريطاني، وكانت متعاطفة مع دولة الخلافة العثمانية، وذلك قبل قيام الحزب الوطني بست سنوات.
- 1368 هـ - العقيد حسني الزعيم يقوم بأول انقلاب عسكري في سوريا، لكنه لم يستمر طويلاً حيث وقع انقلاب عسكري مضاد له بعد حوالي شهرين، وأعدم الزعيم بعد يوم واحد من الانقلاب الثاني.
- 1408 هـ - الموساد يغتال خليل الوزير / أبو جهاد أحد زعماء حركة فتح في تونس.
- 1416 هـ - انتخاب رئيس منظمة التحرير الفلسطينية ياسر عرفات رئيسًا للسلطة الوطنية الفلسطينية.
- 1427 هـ - تجمع شعبي حاشد بدعوة من أمين عام حزب الله اللبناني حسن نصر الله لدعم المقاومة الإسلامية اللبنانية ضد إسرائيل والاحتفال بالانتصار عليها بحرب تموز.
- 1430 هـ -
  - اسكتلندا تعلن الإفراج عن المدان في قضية لوكربي عبد الباسط المقرحي وذلك لأسباب إنسانية.
  - إجراء ثاني انتخابات رئاسية في أفغانستان بعد سقوط حكومة طالبان.
- 1433 هـ - تفجير بمبنى الأمن القومي السوري يؤدي إلى مقتل وزير الدفاع العماد داود راجحة ونائب الوزير آصف شوكت.
- 1434 هـ - ترحيل المتهم الأردني أبي قتادة الفلسطيني من بريطانيا إلى الأردن لمحاكمته.
- 1436 هـ - تنظيم القاعدة في جزيرة العرب يعين قاسم الريمي خلفاً لناصر الوحيشي الذي قتل بغارة لطائرة بدون طيار في مدينة المكلا شرق اليمن.
- 1439 هـ - الهيئة السعودية للرياضة توقف فهد المرداسي أحد حكام كأس العالم 2018 مدى الحياة، بعد اتهامه في قضية فساد.

## مواليد
- 1267 هـ - أحمد كمال باشا، أحد البارزين في الدراسات الأثرية بمصر.
- 1346 هـ - حسين شاه حسيني، سياسي إيراني.
- 1355 هـ - سليم كلاس، ممثل سوري.
- 1367 هـ - وديع سعادة، شاعر وصحفي لبناني أسترالي.
- 1379 هـ - مادلين طبر، ممثلة لبنانية.
- 1381 هـ - لبنى بنت خالد القاسمي، أول وزيرة إماراتية.
- 1393 هـ - محمد قنوع، ممثل سوري.
- 1399 هـ - سناء إبراهيم، ممثلة سعودية.
- 1402 هـ - ريما الشيخ، ممثلة سورية.

## وفيات
- 324 هـ - أحمد بن موسى بن العباس، شيخ القراء في عصره وراوي من رواة الحديث النبوي.
- 1408 هـ - خليل الوزير، أحد زعماء حركة فتح.
- 1432 هـ - حكمت أبو زيد، سياسية مصرية.
- 1433 هـ -
  - عمر سليمان، لواء مصري ونائب الرئيس حسني مبارك.
  - داود راجحة، وزير الدفاع السوري.
  - آصف شوكت، نائب وزير الدفاع السوري.
  - حسن توركماني، معاون نائب الرئيس السوري.
  - حافظ مخلوف، عسكري سوري.

## وصلات خارجية
- موقع قصة الإسلام: حدث في شهر شعبان.